# Deutschsoziale Reformpartei
Die Deutschsoziale Reformpartei (DSRP) war eine antisemitische Partei im deutschen Kaiserreich, die zwischen 1894 und 1900 als Zusammenschluss der Deutschsozialen Partei und der Deutschen Reformpartei bestand.

## Zusammenschluss
Nach dem Erfolg der Antisemiten bei der Reichstagswahl von 1893, in der sie 16 Mandate gewonnen hatten, bemühten sich ihre Führer um die Bildung einer gemeinsamen Partei und Fraktion. Auf dem Parteitag in Eisenach am 7. Oktober 1894 schlossen sich die Deutschsoziale Partei und die Deutsche Reformpartei zur Deutschsozialen Reformpartei (DSRP) zusammen.

## Vereinigung als Zweckgemeinschaft
Auf einem Parteitag in Erfurt vom 20. und 21. Oktober 1895 wurde ein Parteiprogramm beschlossen, wonach die DSRP auf deutsch-nationalem, monarchischem und christlichen Boden stehen und den wachsenden Einfluss des Judentums in wirtschaftlicher und politischer Hinsicht bekämpfen wollte.
Der Zusammenschluss führte nicht zu einer organisatorischen und programmatischen Vereinheitlichung, sondern diente eher dazu, den Fraktionsstatus der Antisemiten im Reichstag zu sichern. Die radauantisemitischen Agitatoren Otto Böckel und Hermann Ahlwardt wurden 1895 aus Partei und Fraktion ausgeschlossen, woraufhin sie erfolglos versuchten, die Antisemitische Volkspartei neu zu gründen. Innerhalb der DSRP bekämpften sich der deutschsoziale Parteiflügel um Max Liebermann von Sonnenberg und die „Reformer“ unter Oswald Zimmermann. Während die Deutschsozialen eine enge Anlehnung an die Deutschkonservative Partei, den Bund der Landwirte, den Deutschnationalen Handlungsgehilfenverband und den Alldeutschen Verband als Teil einer konservativ- nationalistischen Sammlungspolitik befürworteten („Deutschkartell“), plädierten die „Reformer“ für einen selbständigeren Kurs. Während die Deutschsozialen eher agrarisch orientiert waren, vertraten die „Reformer“ eher mittelständische Interessen. Dementsprechend uneinheitlich gestaltete sich das Abstimmungsverhalten der antisemitischen Fraktion.

## Rassenantisemitismus
Den gemeinsamen Nenner der verschiedenen Richtungen bildete die „Judenfrage“. Im Gegensatz zur Christlichsozialen Partei Adolf Stoeckers bekannte sich die DSRP offen zum Rassenantisemitismus und forderte die Rücknahme oder zumindest drastische Einschränkung der Judenemanzipation. Erklärtes Ziel war es, die Juden unter Fremdenrecht zu stellen; allerdings wurden, so im Programm des Parteitages von 1899 in Hamburg, auch Vertreibung oder erstmals in der Geschichte gar Vernichtung in Erwägung gezogen (siehe auch Endlösung der Judenfrage).

## Hochburgen der DSRP
Ihre Hochburgen hatte die DSRP im Großherzogtum Hessen, in der preußischen Provinz Hessen-Nassau und im Königreich Sachsen, wo sie den Großteil ihrer Reichstagsmandate gewann und den Einzug in Landesparlamente und Stadtverordnetenversammlungen schaffte. Ansonsten verfügte die DSRP nur in Hamburg, Schleswig-Holstein, Brandenburg und Pommern über eine nennenswerte Anhänger- und Wählerschaft. In Süddeutschland war die Partei kaum aktiv, in katholischen Regionen und in Großstädten (mit Ausnahme von Hamburg, Dresden, Chemnitz und Leipzig) konnte sie nicht Fuß fassen. Die Mitgliederzahl der DSRP dürfte unter 10.000 gelegen haben. Sie verfügte über einige Tageszeitungen darunter Deutsche Wacht (Dresden), Staatsbürger-Zeitung (Berlin), Deutsches Blatt (Hamburg). Die monatlich erscheinenden „Deutschsozialen Blätter“ (Leipzig) bildeten eine Art Parteizeitung.

## Reichstagswahl 1898
Bei der Reichstagswahl 1898 konnten Kandidaten der DSRP zehn Wahlkreise gewinnen:
- Wahlkreis Flensburg – Apenrade (Friedrich Raab)
- Wahlkreis Rinteln – Hofgeismar (Georg Wilhelm Vielhaben)
- Wahlkreis Fritzlar – Homberg – Ziegenhain  (Max Liebermann von Sonnenberg)
- Wahlkreis Hersfeld – Hünfeld (Ludwig Werner)
- Wahlkreis Bautzen (Heinrich Gräfe)
- Wahlkreis Meißen – Großenhain (Gustav Gäbel)
- Wahlkreis Pirna (Carl Friedrich Lotze)
- Wahlkreis Gießen – Grünberg (Philipp Köhler)
- Wahlkreis Lauterbach – Alsfeld (Friedrich Bindewald)
- Wahlkreis Waldeck (Julius Conrad Müller)

## Spaltung der Partei
Nach der Reichstagswahl von 1898, die als Niederlage empfunden wurde, nahmen die Flügelkämpfe zu. Liebermann von Sonnenberg versuchte durch die Zusammenlegung von Fraktions- und Parteiführung die Kontrolle über die Gesamtpartei zu gewinnen. Auf dem Magdeburger Parteitag im September 1900 sprachen die Delegierten ihm das Misstrauen aus. Daraufhin trat Liebermann von Sonnenberg mit einigen Anhängern aus und gründete die Deutschsoziale Partei neu. Die Deutschsoziale Reformpartei, unter der Führung Zimmermanns, beschloss auf ihrem Parteitag im Oktober 1903, sich fortan wieder Deutsche Reformpartei zu nennen.

## Reichstagswahlergebnisse
Wahlergebnisse der antisemitischen Parteien, bzw. Parteibündnisse 1887–1912
| RT-Wahl | St.-Anteil % | Mandate |
| ------- | ------------ | ------- |
| 1887    | 0,2          | 1       |
| 1890    | 0,7          | 5       |
| 1893    | 3,4          | 16      |
| 1898    | 3,6          | 13      |
| 1903    | 2,5          | 11      |
| 1907    | 3            | 20      |
| 1912    | 2,4          | 10      |

1887-93 DSP, AVP (bzw. DRP), CSP;
1898 DSRP, CSP;
1903 DSP, DRP, CSP;
ab 1907 WV (= DSP, CSP, BdL, BBB), DRP
Angaben nach Scheil, Die Entwicklung des politischen Antisemitismus, S. 130ff.